# Kevin McKidd
Kevin McKidd (* 9. srpna 1973, Elgin, Skotsko, UK) je skotský televizní a filmový herec. Mezi jeho nejznámější role patří Lucius Vorenus v seriálu Řím, Dan Vasser v seriálu Cestovatel a Dr. Owen Hunt v seriálu Chirurgové.
Původně studoval inženýrství na Edinburské univerzitě, ale nakonec vystudoval drama na Queen Margaret University.

## Filmografie

### Film
| Rok  | Název                              | Role                                  | Poznámky        |
| ---- | ---------------------------------- | ------------------------------------- | --------------- |
| 1996 | The Leading Man                    | Ant                                   |                 |
| 1996 | Small Faces                        | Malky Johnson                         |                 |
| 1996 | Trainspotting                      | Tommy MacKenzie                       |                 |
| 1997 | Za přední línií                    | Callan                                |                 |
| 1997 | Richard II                         | Henry Percy                           |                 |
| 1998 | Hideous Kinky                      | Henning                               |                 |
| 1998 | Ložnice a kuloáry                  | Leo                                   |                 |
| 1998 | Acid House                         | Johnny                                |                 |
| 1998 | Surovec                            | H                                     |                 |
| 1999 | Páté přes deváté                   | Durward Lely                          |                 |
| 2001 | Jak na ženský                      | Eliott                                |                 |
| 2002 | Nicholas Nickleby                  | John Browdie                          |                 |
| 2002 | Max                                | George Grosz                          |                 |
| 2002 | Psí vojáci                         | Pte Lawrence Cooper                   |                 |
| 2002 | That Old One                       | Tom Furness                           |                 |
| 2003 | Život potom                        | Kenny Brogan                          |                 |
| 2003 | 16 let s alkoholem                 | Frankie                               |                 |
| 2003 | Does God Play Football             | otec Davis                            |                 |
| 2004 | De-Lovely                          | Bobby Reed                            |                 |
| 2004 | The Purifiers                      | Moses                                 |                 |
| 2004 | Jen jedna šance                    | Seany                                 |                 |
| 2005 | Království nebeské                 | seržant                               |                 |
| 2006 | The Rocket Post                    | Thomas McKinnon                       |                 |
| 2007 | Poslední legie                     | Wulfila                               |                 |
| 2007 | Hannibal – Zrození                 | Kolnas                                |                 |
| 2008 | Jak ukrást nevěstu                 | Colin McMurray                        |                 |
| 2010 | One Night in Emergency             | Peter Forbes                          |                 |
| 2010 | Percy Jackson: Zloděj blesku       | Poseidón                              |                 |
| 2010 | Bunraku                            | Zabiják                               |                 |
| 2011 | The Great Ghost Rescue             | Hamish                                |                 |
| 2012 | Comes A Bright Day                 | Cameron                               |                 |
| 2012 | Brave                              | Lord MacGuffin/mladý MacGuffin (hlas) |                 |
| 2013 | Liga spravedlivých: Záchrana světa | Thomas Wayne/Batman (hlas)            |                 |
| 2015 | Všude dobře, doma peklo            | Freeman                               |                 |
| 2017 | T2 Trainspotting                   | Tommy Mackenzie                       | archivní snímky |
| 2017 | Tulipánová horečka                 | Johan De Bye                          |                 |

### Televize
| Rok        | Název                          | Role                     | Poznámky                                                                         |
| ---------- | ------------------------------ | ------------------------ | -------------------------------------------------------------------------------- |
| 1996       | Father Ted                     | Father Deegan            | díl: „A Christmassy Ted“                                                         |
| 1996       | Kavanagh QC                    | David Lomax              | díl: „A Stranger in the Family“                                                  |
| 1998       | Looking After Jo Jo            | Basil                    | mini-série, 4 díly                                                               |
| 1999       | Kouzelná země skřítků          | Jericho O'Grady          | mini-série, 2 díly                                                               |
| 2000       | Anna Karenina                  | Count Vronsky            | mini-série, 4 díly                                                               |
| 2000       | North Square                   | Billy Guthrie            | 10 dílů                                                                          |
| 2003       | The Key                        | Duncan                   | mini-série, 2 díly                                                               |
| 2004       | Spiknutí střelného prachu      | James Hepburn            | TV film                                                                          |
| 2006       | Panenská královna              | Vévoda z Norfolku        | mini-série, 2 díly                                                               |
| 2005–2007  | Řím                            | Lucius Vorenus           | 22 dílů                                                                          |
| 2007       | Cestovatel                     | Dan Vasser               | hlavní role, 13 dílů nominace – Cena Saturn v kategorii nejlepší seriálový herec |
| 2008–dosud | Chirurgové                     | Dr. Owen Hunt            | hlavní role (5. řada–dosud) také režie, 27 dílů                                  |
| 2010       | Seattle Grace: On Call         | Dr. Owen Hunt            | internetový seriál, díl: „Seattle Grace: On Call Part 6“                         |
| 2010       | Seattle Grace: Message of Hope | Dr. Owen Hunt            | internetový seriál, 2 díly také režie, 4 díly                                    |
| 2014       | Toy Story That Time Forgot     | Reptillus Maximus (hlas) | TV speciál                                                                       |
| 2014       | Franklin a Bash                |                          | díl: „Dance the Night Away“                                                      |
| 2016–2017  | Star Wars Povstalci            | Fenn Rau (hlas)          | 7 dílů                                                                           |
| 2008       | Grey's Anatomy: B-Team         | Dr. Owen Hunt            | internetový seriál, díl: „Five“                                                  |
| 2020–dosud | Station 19                     | Dr. Owen Hunt            | díl: „No Days Off“                                                               |

### Videohry
| Rok  | Název                          | Role                          | Poznámky |
| ---- | ------------------------------ | ----------------------------- | -------- |
| 2002 | Grand Theft Auto: Vice City    | Jezz Torrent                  |          |
| 2009 | Call of Duty: Modern Warfare 2 | kapitán John „Soap“ MacTavish |          |
| 2011 | Call of Duty: Modern Warfare 3 | kapitán John „Soap“ MacTavish |          |
| 2019 | Call of Duty: Modern Warfare   | kapitán John „Soap“ MacTavish |          |